# Silicon Valley (Fernsehserie)/Episodenliste
Die Episodenliste listet alle Episoden der US-amerikanischen Comedyserie Silicon Valley auf, sortiert nach ihrer US-amerikanischen Erstausstrahlung. Die Fernsehserie umfasst sechs Staffeln mit insgesamt 53 Episoden, die von 2014 bis 2019 ausgestrahlt wurden.

## Übersicht
| Staffel | Episodenanzahl | Erstausstrahlung USA | Erstausstrahlung USA | Deutschsprachige Erstausstrahlung | Deutschsprachige Erstausstrahlung |
| Staffel | Episodenanzahl | Staffelpremiere      | Staffelfinale        | Staffelpremiere                   | Staffelfinale                     |
| ------- | -------------- | -------------------- | -------------------- | --------------------------------- | --------------------------------- |
| 1       | 8              | 6. Apr. 2014         | 1. Juni 2014         | 12. Nov. 2014                     | 31. Dezember 2014                 |
| 2       | 10             | 12. April 2015       | 14. Juni 2015        | 18. November 2015                 | 20. Januar 2016                   |
| 3       | 10             | 24. April 2016       | 26. Juni 2016        | 29. Juni 2016                     | 31. August 2016                   |
| 4       | 10             | 23. April 2017       | 25. Juni 2017        | 21. Juni 2017                     | 23. August 2017                   |
| 5       | 8              | 25. März 2018        | 13. Mai 2018         | 8. Mai 2018                       | 26. Juni 2018                     |
| 6       | 7              | 27. Oktober 2019     | 8. Dezember 2019     | 10. Dezember 2019                 | 31. Dezember 2019                 |

## Staffel 1
Die Erstausstrahlung der ersten Staffel lief zwischen dem 6. April und 1. Juni 2014 auf dem US-amerikanischen Sender HBO. Die deutschsprachige Erstausstrahlung sendete der Pay-TV-Sender Sky Atlantic zwischen dem 12. November 2014 und 31. Dezember 2014.
| Nr. (ges.) | Nr. (St.) | Deutscher Titel | Originaltitel                 | Erstausstrahlung USA | Deutschsprachige Erstausstrahlung (D) | Regie        | Drehbuch                                   | Zuschauer (USA) |
| --- | --------- | --------------- | ----------------------------- | -------------------- | ------------------------------------- | ------------ | ------------------------------------------ | --------------- |
| 1 | 1         | Prototyp        | Minimum Viable Product        | 6. Apr. 2014         | 12. Nov. 2014                         | Mike Judge   | Mike Judge, John Altschuler & Dave Krinsky | 1,98 Mio.       |
| Richard, noch Mitarbeiter von hooli, demonstriert einigen Kollegen Pied Piper. Diese erkennen das Potential des verwendeten Kompressionsalgorithmus und schlagen Gavin vor, diesen zu kaufen. Bei einer Veranstaltung trifft Richard den Investor Peter Gregory und erzählt ihm von seinem Algorithmus. |           |                 |                               |                      |                                       |              |                                            |                 |
| 2 | 2         | Businessplan    | The Cap Table                 | 13. Apr. 2014        | 12. Nov. 2014                         | Mike Judge   | Carson Mell                                | 1,69 Mio.       |
| Richard hat sich entschieden, eine Investition von Peter Gregory anzunehmen, sodass er seine Idee selbst verwirklichen kann. Daher muss er einen Geschäftsplan aufstellen: er fragt Jared um Hilfe. Jared erkennt, dass „Big Head“ nicht für den Erfolg von Pied Piper notwendig ist. |           |                 |                               |                      |                                       |              |                                            |                 |
| 3 | 3         | Brainstorming   | Articles of Incorporation     | 20. Apr. 2014        | 19. Nov. 2014                         | Tricia Brock | Matteo Borghese & Rob Turbovsky            | 1,62 Mio.       |
| Gavin Belson beginnt, Nucleus zu bewerben, hoolis Kopie von Pied Piper. Richard versucht, den bereits vergebenen Firmennamen Pied Piper Inc. zu kaufen. Als dies schwieriger als zunächst gedacht wird, geht Erlich auf einen „Vision Quest“ (ein Drogentrip in der Wüste), um einen neuen Unternehmensnamen zu finden. In einer unabhängigen Storyline beschäftigt sich Peter Gregory mit Burgern und lässt die Geschäftsführer eines anderen Start-ups auf sich warten.                            |           |                 |                               |                      |                                       |              |                                            |                 |
| 4 | 4         | Vision          | Fiduciary Duties              | 27. Apr. 2014        | 26. Nov. 2014                         | Maggie Carey | Ron Weiner                                 | 1,56 Mio.       |
| Richard erfährt, dass Pied Piper nicht die einzige Firma mit einem Kompressionsalgorithmus ist, in die Peter Gregory investiert. Außerdem wird Richard damit konfrontiert, dass er seine Vision für die Firma nicht in Worte fassen kann. Bei einer Party betrinkt sich Richard und verspricht Erlich, dass er einen Sitz im Boards von Pied Piper bekommt, bereut dies aber bald. |           |                 |                               |                      |                                       |              |                                            |                 |
| 5 | 5         | Produktlogo     | Signaling Risk                | 4. Mai 2014          | 3. Dez. 2014                          | Alec Berg    | Jessica Gao                                | 1,82 Mio.       |
| Erlich beauftragt einen Graffitikünstler, ein Logo für Pied Piper anzufertigen. Gavin Belson und Peter Gregory stellen fest, dass Pied Piper bei TechCrunch Disrupt angemeldet ist, was das Team unter Zeitdruck stellt, eine Demonstration zu erstellen. |           |                 |                               |                      |                                       |              |                                            |                 |
| 6 | 6         | Insourcing      | Third Party Insourcing        | 11. Mai 2014         | 10. Dez. 2014                         | Alec Berg    | Dan O’Keefe                                | 1,69 Mio.       |
| Erlich fragt einen Hacker, ob dieser eine „Cloud Architecture“ für Pied Piper erstellen kann. Er weiß nicht, dass es sich dabei um ein von ADHS-Medikamenten abhängiges Kind handelt. Gilfoyles Freundin besucht das „Incubator“-Haus. Jared steigt auf dem Parkplatz vor Peter Gregorys Büro aus Versehen in ein fahrerloses Auto, das zu einem Verladehafen fährt und dort auf ein Containerschiff verladen wird.                                                                                  |           |                 |                               |                      |                                       |              |                                            |                 |
| 7 | 7         | Probelauf       | Proof of Concept              | 18. Mai 2014         | 17. Dez. 2014                         | Mike Judge   | Clay Tarver                                | 1,69 Mio.       |
| Monica und das Pied Piper-Team treffen bei TechCrunch Disrupt ein. Dinesh verliebt sich in die Inhaberin des Nachbarstands aufgrund ihrer Programmierfähigkeiten. Er weiß nicht, dass der Code tatsächlich vom Gilfoyle stammt. Erlich stellt fest, dass er mit der Exfrau eines der Juroren beim Start-up-Wettbewerb geschlafen hat und schläft in der Nacht vor der Präsentation von Pied Piper auch mit dessen neuer Frau. Bei der Präsentation von Pied Piper prügeln sich der Juror und Erlich. |           |                 |                               |                      |                                       |              |                                            |                 |
| 8 | 8         | Präsentation    | Optimal Tip-to-Tip Efficiency | 1. Juni 2014         | 31. Dez. 2014                         | Mike Judge   | Alec Berg                                  | 1,74 Mio.       |
| Das Pied Piper-Team wird zur Entschädigung für die misslungene Präsentation in die nächste Runde des Wettbewerbs geschickt. Gavin präsentiert Nucleus, dessen Entwicklung bereits viel weiter vorangeschritten ist, als die von Pied Piper, woraufhin Richard verzweifelt. Bei einer Diskussion der anderen Teammitglieder fällt Richard eine Möglichkeit ein, den Pied Piper-Algorithmus dramatisch zu verbessern.                                                                                  |           |                 |                               |                      |                                       |              |                                            |                 |

## Staffel 2
Der US-amerikanische Sender HBO sendete die Erstausstrahlung der zweiten Staffel zwischen dem 12. April und 14. Juni 2015. Die deutschsprachige Erstausstrahlung war erneut auf dem Pay-TV-Sender Sky Atlantic zu sehen und wurde zwischen dem 18. November 2015 und 20. Januar 2016 gesendet.
| Nr. (ges.) | Nr. (St.) | Deutscher Titel  | Originaltitel          | Erstausstrahlung USA | Deutschsprachige Erstausstrahlung (D) | Regie      | Drehbuch      | Zuschauer (USA) |
| ---------- | --------- | ---------------- | ---------------------- | -------------------- | ------------------------------------- | ---------- | ------------- | --------------- |
| 9          | 1         | Finanzierung     | Sand Hill Shuffle      | 12. Apr. 2015        | 18. Nov. 2015                         | Mike Judge | Clay Tarver   | 2,13 Mio.       |
| 10         | 2         | Crowdfunding     | Runaway Devaluation    | 19. Apr. 2015        | 25. Nov. 2015                         | Mike Judge | Ron Weiner    | 1,73 Mio.       |
| 11         | 3         | Investor         | Bad Money              | 26. Apr. 2015        | 2. Dez. 2015                          | Alec Berg  | Alec Berg     | 1,94 Mio.       |
| 12         | 4         | Neueinstellung   | The Lady               | 3. Mai 2015          | 9. Dez. 2015                          | Alec Berg  | Carson Mell   | 1,75 Mio.       |
| 13         | 5         | Nachtschweiß     | Server Space           | 10. Mai 2015         | 16. Dez. 2015                         | Mike Judge | Sony Lee      | 1,53 Mio.       |
| 14         | 6         | Livestream       | Homicide               | 17. Mai 2015         | 23. Dez. 2015                         | Mike Judge | Carrie Kemper | 1,54 Mio.       |
| 15         | 7         | Kundendaten      | Adult Content          | 24. Mai 2015         | 30. Dez. 2015                         | Alec Berg  | Amy Aniobi    | 1,60 Mio.       |
| 16         | 8         | Datenverlust     | White Hat/Black Hat    | 31. Mai 2015         | 6. Jan. 2016                          | Alec Berg  | Daniel Lyons  | 1,78 Mio.       |
| 17         | 9         | Schiedsverfahren | Binding Arbitration    | 7. Juni 2015         | 13. Jan. 2016                         | Mike Judge | Dan O’Keefe   | 1,87 Mio.       |
| 18         | 10        | Serverauslastung | Two Days of the Condor | 14. Juni 2015        | 20. Jan. 2016                         | Alec Berg  | Alec Berg     | 2,11 Mio.       |

## Staffel 3
Die Erstausstrahlung der dritten Staffel sendete der US-amerikanische Sender HBO zwischen dem 24. April und 25. Juni 2016. Die deutschsprachige Erstausstrahlung war auf dem Pay-TV-Sender Sky Atlantic zwischen dem 29. Juni und 31. August 2016 zu sehen.
| Nr. (ges.) | Nr. (St.) | Deutscher Titel    | Originaltitel                  | Erstausstrahlung USA | Deutschsprachige Erstausstrahlung (D) | Regie            | Drehbuch        | Zuschauer (USA) |
| ---------- | --------- | ------------------ | ------------------------------ | -------------------- | ------------------------------------- | ---------------- | --------------- | --------------- |
| 19         | 1         | CTO                | Founder Friendly               | 24. Apr. 2016        | 29. Juni 2016                         | Mike Judge       | Dan O’Keefe     | 1,86 Mio.       |
| 20         | 2         | Vertriebsstrategie | Two in the Box                 | 1. Mai 2016          | 6. Juli 2016                          | Mike Judge       | Ron Weiner      | 1,72 Mio.       |
| 21         | 3         | Box                | Meinertzhagen’s Haversack      | 8. Mai 2016          | 13. Juli 2016                         | Charlie McDowell | Adam Countee    | 1,69 Mio.       |
| 22         | 4         | Marktwert          | Maleant Data Systems Solutions | 15. Mai 2016         | 20. Juli 2016                         | Charlie McDowell | Donick Cary     | 1,89 Mio.       |
| 23         | 5         | Pressearbeit       | The Empty Chair                | 22. Mai 2016         | 27. Juli 2016                         | Eric Appel       | Megan Amram     | 1,71 Mio.       |
| 24         | 6         | Leerzeichen        | Bachmanity Insanity            | 29. Mai 2016         | 3. Aug. 2016                          | Eric Appel       | Carson Mell     | 1,62 Mio.       |
| 25         | 7         | Betaversion        | To Build a Better Beta         | 5. Juni 2016         | 10. Aug. 2016                         | Jamie Babbit     | John Levenstein | 1,70 Mio.       |
| 26         | 8         | Anteilsverkauf     | Bachman’s Earnings Over-Ride   | 12. Juni 2016        | 17. Aug. 2016                         | Jamie Babbit     | Carrie Kemper   | 1,64 Mio.       |
| 27         | 9         | Nutzerzahlen       | Daily Active Users             | 19. Juni 2016        | 24. Aug. 2016                         | Alec Berg        | Clay Tarver     | 1,63 Mio.       |
| 28         | 10        | Aufwärtstrend      | The Uptick                     | 26. Juni 2016        | 31. Aug. 2016                         | Alec Berg        | Alec Berg       | 2,04 Mio.       |

## Staffel 4
Die vierte Staffel der Fernsehserie lief vom 23. April bis 25. Juni 2017 erneut auf dem US-amerikanischen Sender HBO. Die deutschsprachige Erstausstrahlung war auf dem Pay-TV-Sender Sky Atlantic zwischen dem 21. Juni und 23. August 2017 zu sehen.
| Nr. (ges.) | Nr. (St.) | Deutscher Titel        | Originaltitel         | Erstausstrahlung USA | Deutschsprachige Erstausstrahlung (D) | Regie        | Drehbuch                     | Zuschauer (USA) |
| ---------- | --------- | ---------------------- | --------------------- | -------------------- | ------------------------------------- | ------------ | ---------------------------- | --------------- |
| 29         | 1         | Ausschlussverfahren    | Success Failure       | 23. Apr. 2017        | 21. Juni 2017                         | Mike Judge   | Alec Berg                    | 0,87 Mio.       |
| 30         | 2         | Nutzungsbedingungen    | Terms of Service      | 30. Apr. 2017        | 28. Juni 2017                         | Mike Judge   | Clay Tarver                  | 0,76 Mio.       |
| 31         | 3         | Geistiges Eigentum     | Intellectual Property | 7. Mai 2017          | 5. Juli 2017                          | Jamie Babbit | Carrie Kemper                | 0,77 Mio.       |
| 32         | 4         | Teambuilding-Maßnahmen | Teambuilding Exercise | 14. Mai 2017         | 12. Juli 2017                         | Jamie Babbit | Megan Pleticha               | 0,86 Mio.       |
| 33         | 5         | Blut Boy               | The Blood Boy         | 21. Mai 2017         | 19. Juli 2017                         | Tim Roche    | Adam Countee                 | 0,84 Mio.       |
| 34         | 6         | Kundendienst           | Customer Service      | 28. Mai 2017         | 26. Juli 2017                         | Clay Tarver  | Graham Wagner & Shawn Boxe   | 0,73 Mio.       |
| 35         | 7         | Der Patent-Troll       | The Patent Troll      | 4. Juni 2017         | 2. Aug. 2017                          | Jamie Babbit | Andrew Law                   | 0,86 Mio.       |
| 36         | 8         | Virtual Reality        | The Keenan Vortex     | 11. Juni 2017        | 9. Aug. 2017                          | Jamie Babbit | Graham Wagner & Rachele Lynn | 0,80 Mio.       |
| 37         | 9         | Hooli-Con              | Hooli-Con             | 18. Juni 2017        | 16. Aug. 2017                         | Mike Judge   | Chris Provenzano             | 0,84 Mio.       |
| 38         | 10        | Serverfehler           | Server Error          | 25. Juni 2017        | 23. Aug. 2017                         | Mike Judge   | Dan O’Keefe                  | 0,79 Mio.       |

## Staffel 5
Die fünfte Staffel der Fernsehserie lief vom 25. März bis zum 13. Mai 2018 erneut auf dem US-amerikanischen Sender HBO. Die deutschsprachige Erstausstrahlung war auf dem Pay-TV-Sender Sky Atlantic HD zwischen dem 8. Mai und 26. Juni 2018 zu sehen.
| Nr. (ges.) | Nr. (St.) | Deutscher Titel        | Originaltitel                     | Erstausstrahlung USA | Deutschsprachige Erstausstrahlung (D) | Regie               | Drehbuch      | Zuschauer (USA) |
| ---------- | --------- | ---------------------- | --------------------------------- | -------------------- | ------------------------------------- | ------------------- | ------------- | --------------- |
| 39         | 1         | Wachstum               | Grow Fast or Die Slow             | 25. März 2018        | 8. Mai 2018                           | Mike Judge          | Ron Weiner    | 0,698 Mio.      |
| 40         | 2         | Einarbeitung           | Reorientation                     | 1. Apr. 2018         | 15. Mai 2018                          | Mike Judge          | Carson Mell   | 0,592 Mio.      |
| 41         | 3         | Rigorose Ehrlichkeit   | Chief Operating Officer           | 8. Apr. 2018         | 22. Mai 2018                          | Jamie Babbit        | Carrie Kemper | 0,624 Mio.      |
| 42         | 4         | Schwule Christen       | Tech Evangelist                   | 15. Apr. 2018        | 29. Mai 2018                          | Jamie Babbit        | Josh Lieb     | 0,610 Mio.      |
| 43         | 5         | Künstliche Intelligenz | Facial Recognition                | 22. Apr. 2018        | 5. Juni 2018                          | Gillian Robespierre | Graham Wagner | 0,858 Mio.      |
| 44         | 6         | Emotionale Disziplin   | Artificial Emotional Intelligence | 29. Apr. 2018        | 12. Juni 2018                         | Matt Ross           | Anthony King  | 1,018 Mio.      |
| 45         | 7         | Kryptowährung          | Initial Coin Offering             | 6. Mai 2018          | 19. Juni 2018                         | Mike Judge          | Clay Tarver   | 0,853 Mio.      |
| 46         | 8         | 51 Prozent             | Fifty-One Percent                 | 13. Mai 2018         | 26. Juni 2018                         | Alec Berg           | Alec Berg     | 0,707 Mio.      |

## Staffel 6
Die sechste Staffel der Fernsehserie lief vom 27. Oktober bis zum 8. Dezember 2019 auf dem US-amerikanischen Sender HBO. Die deutschsprachige Erstausstrahlung lief vom 10. bis 31. Dezember 2019 auf dem Pay-TV-Sender Sky Atlantic HD.
| Nr. (ges.) | Nr. (St.) | Deutscher Titel      | Originaltitel                   | Erstausstrahlung USA | Deutschsprachige Erstausstrahlung (D) | Regie        | Drehbuch      | Zuschauer (USA) |
| ---------- | --------- | -------------------- | ------------------------------- | -------------------- | ------------------------------------- | ------------ | ------------- | --------------- |
| 47         | 1         | Doppelmoral          | Artificial Lack of Intelligence | 27. Okt. 2019        | 10. Dez. 2019                         | Mike Judge   | Ron Weiner    | 0,448 Mio.      |
| 48         | 2         | Blutgeld             | Blood Money                     | 3. Nov. 2019         | 10. Dez. 2019                         | Mike Judge   | Carson Mell   | 0,383 Mio.      |
| 49         | 3         | Akquisition          | Hooli Smokes!                   | 10. Nov. 2019        | 17. Dez. 2019                         | Liza Johnson | Sarah Walker  | 0,459 Mio.      |
| 50         | 4         | Alphatraining        | Maximizing Alphaness            | 17. Nov. 2019        | 17. Dez. 2019                         | Liza Johnson | Daisy Gardner | 0,452 Mio.      |
| 51         | 5         | Tethik               | Tethics                         | 24. Nov. 2019        | 24. Dez. 2019                         | Pete Chatmon | Lew Morton    | 0,311 Mio.      |
| 52         | 6         | RussFest             | RussFest                        | 1. Dez. 2019         | 24. Dez. 2019                         | Matt Ross    | Carrie Kemper | 0,414 Mio.      |
| 53         | 7         | Ende gut, alles gut? | Exit Event                      | 8. Dez. 2019         | 31. Dez. 2019                         | Alec Berg    | Alec Berg     | 0,454 Mio.      |